# Drepanophorus rubrostriatus
Drepanophorus rubrostriatus är en djurart som tillhör fylumet slemmaskar, och som beskrevs av Ambrosius Arnold Willem Hubrecht 1875. Drepanophorus rubrostriatus ingår i släktet Drepanophorus och familjen Drepanophoridae. Inga underarter finns listade i Catalogue of Life.